# Suzuki S-Cross
La Suzuki S-Cross est un crossover du constructeur automobile japonais Suzuki. Elle remplace le Suzuki SX4 qui a pris le nom de SX4 S-Cross pour sa seconde génération en 2013, avant d'être renommé S-Cross lors de son restylage en 2016.

## Première génération

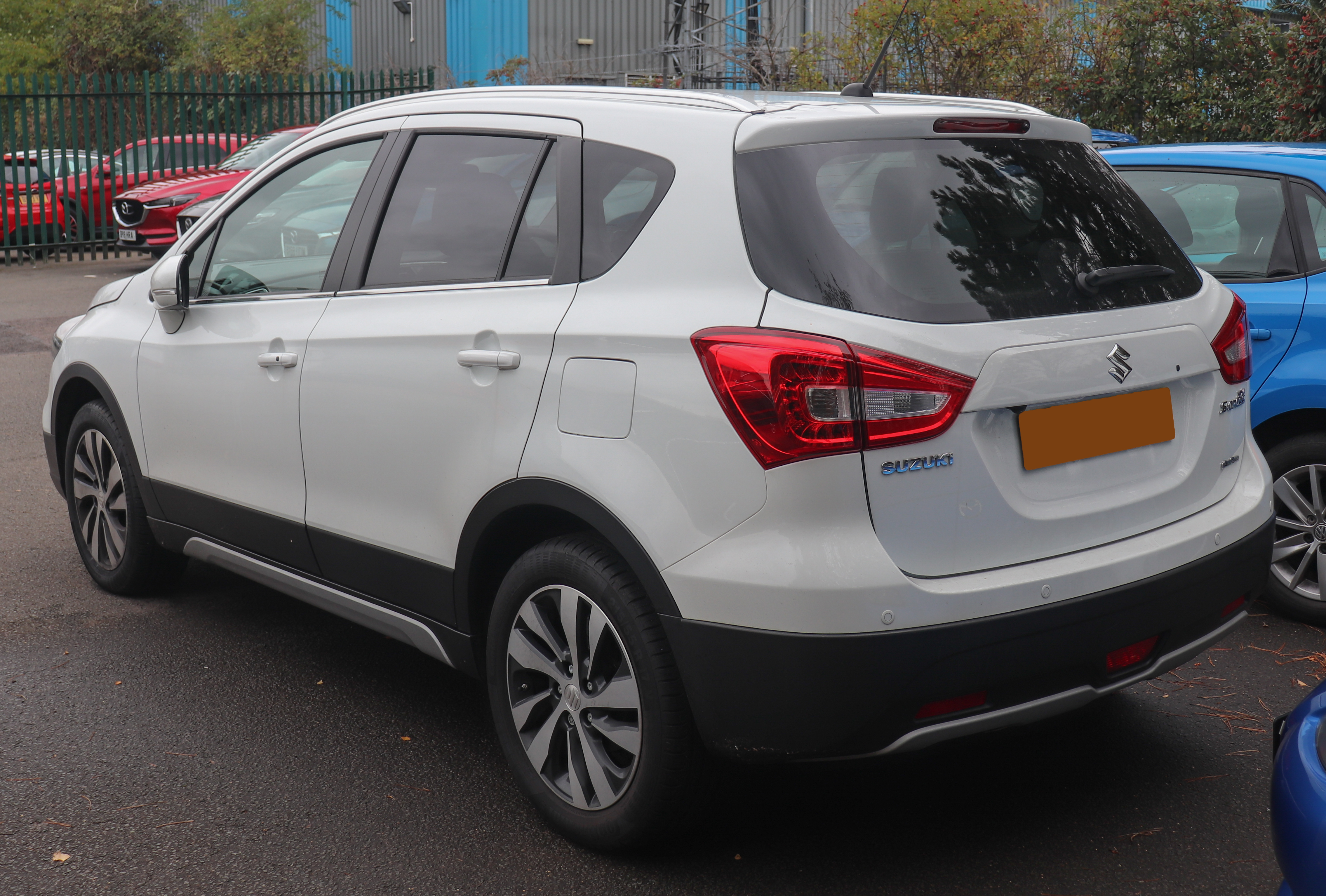
Suzuki S-Cross I

À l'occasion du Mondial de l'automobile de Paris 2016, Suzuki présente le S-Cross, version restylée du SX4 S-Cross, qui perd son patronyme « SX4 » au profit de « S-Cross » uniquement.
Esthétiquement, les changements les plus notables du sont localisés à l'avant du véhicule. Les phares et le bouclier adoptent une forme plus complexe. La calandre se veut plus imposante et est marqué par des lignes verticales et une abondance de chromes.

## Deuxième génération

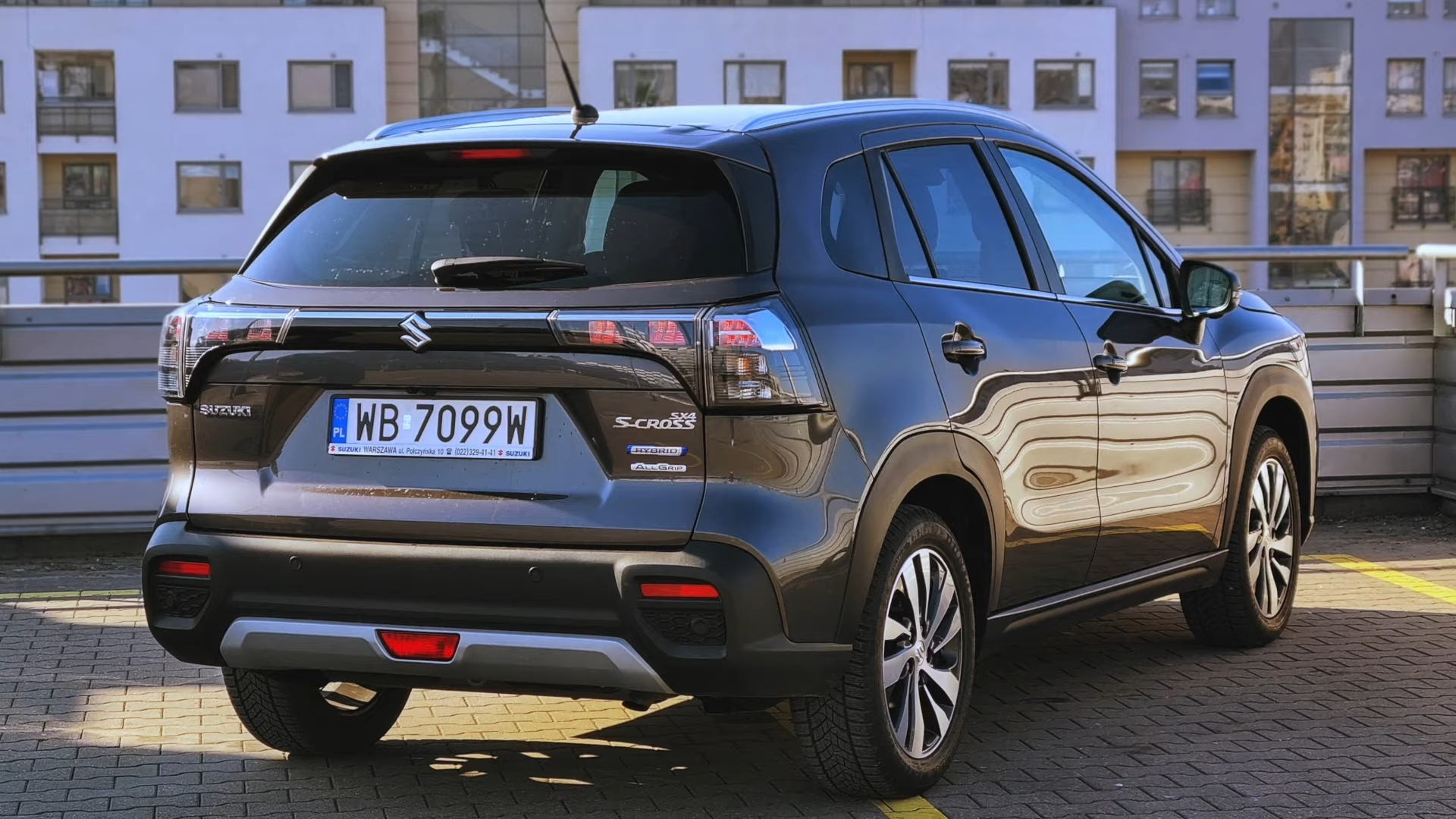
Suzuki S-Cross II

Dessinée en Italie, au centre de style Suzuki de Turin,, la seconde génération de Suzuki S-Cross est présentée le 25 novembre 2021. Elle est commercialisée en Europe fin 2021, en commençant par la Hongrie et la Pologne dès novembre.

### Caractéristiques techniques
Cette nouvelle génération est un remaniement de l'ancienne mouture datant de 2013, dont il reprend la base technique ainsi que de nombreux éléments, dont les dimensions. 
La filiation avec le premier S-Cross reste également très visible à l'intérieur du véhicule. 

#### Motorisations
Le S-Cross II reprend aussi la motorisation à hybridation légère de la première génération. Elle est composée d'un moteur essence turbo Boosterjet 1,4 L à injection directe de 129 ch et 235 N m de couple, avec une micro-hybridation 48 Volt de 10 kw.
En juin 2022, la version hybride de la seconde génération de S-Cross est annoncée. Contrairement à l'autre motorisation disponible, il ne s'agit pas d'une simple micro-hybridation. Elle associe un bloc essence 1,5 L d'une puissance maximale de 102 ch à un moteur électrique d'une puissance de 33 ch. La puissance cumulée est de 115 ch. Comme sur le Vitara, la boîte de vitesses est automatique robotisée à simple embrayage. Le S-Cross hybride rejette 118 g de CO2 par km. Les commandes de cette version sont ouvertes à l'automne 2022.

### Finitions

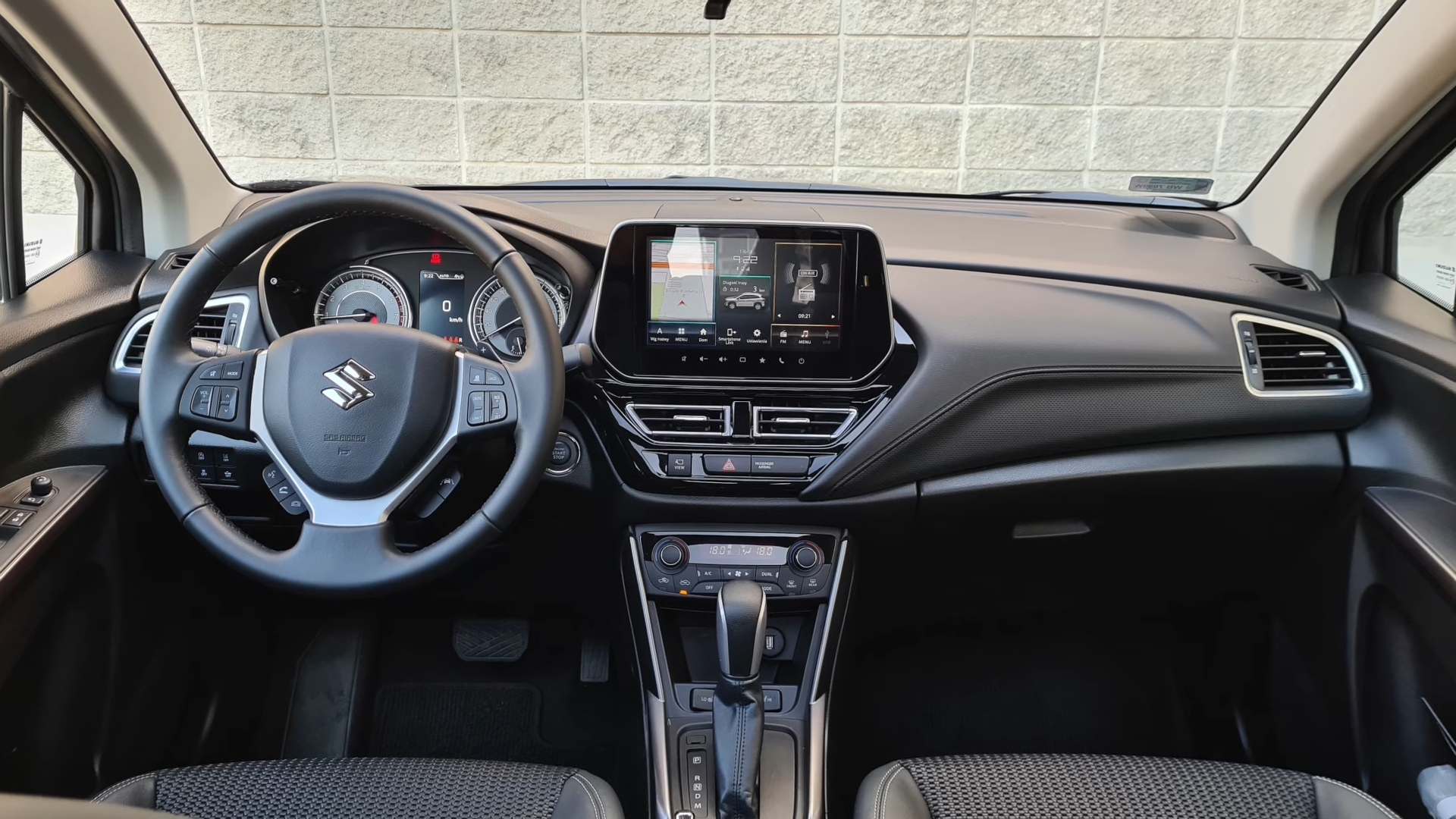
Intérieur

Trois niveaux de finitions sont disponibles au lancement en France :
- Avantage
- Privilège
- Style